# محمد عبدالکریم غماری
محمد عبدالکریم الغماری (زاده ۱۹۸۲) سرلشکر ارتش یمن است که از سال ۲۰۱۶ به عنوان رئیس ستاد کل نیروهای مسلح یمن به رهبری حوثی‌ها فعالیت می‌کند.
او از اوایل دهه ۲۰۰۰ میلادی در صفوف حوثی‌ها پیشرفت کرد، توسط حزب‌الله لبنان و سپاه پاسداران انقلاب اسلامی در سوریه و لبنان آموزش دید و ایجاد واحدهای انتحاری و اردوگاه‌های نظامی حوثی‌ها به او نسبت داده می‌شود. در سال ۲۰۰۷ او بر آموزش در استان حجه نظارت داشت و تا سال ۲۰۱۶ به عنوان رئیس ستاد حوثی‌ها منصوب شد.

## نقش نظامی
الغماری هماهنگی عملیات نظامی، از جمله حملات موشکی/پهپادی فرامرزی در عربستان سعودی، امارات متحده عربی و در اسرائیل را بر عهده دارد. او رهبری حملات در استان مأرب (۲۰۲۱–۲۰۲۲) را بر عهده داشت.

## اقدام به ترور
در ۱۴ ژوئن، ارتش اسرائیل اعلام کرد که الغماری را هدف قرار داده است. یک مقام اسرائیلی بعداً اظهار داشت که او در این حمله زخمی شده است، هرچند حوثی‌ها این موضوع را تکذیب کردند. برخی از گزارش‌های رسانه‌های اسرائیلی در ابتدا ادعا کردند که الغماری در حالی که با دیگر رهبران حوثی ملاقات می‌کرده، هدف قرار گرفته است، اما سازمان پخش عمومی اسرائیل بعداً اعلام کرد که او در یک مهمانی خات بوده است.